# Arne Braun (Gitarrist)
Arne Braun (* 1995 in Jakobstad) ist ein finnischer Jazz- und Fusionmusiker (E-Gitarre). 

## Wirken
Der Finnlandschwede Arne Braun studierte am Jazz-Institut Berlin bei Greg Cohen, Kurt Rosenwinkel, Kalle Kalima, Chris Dahlgren, Jim Black, John Hollenbeck und Marc Muellbauer.
Braun lebt weiterhin in Berlin, wo er in verschiedenen Bands und Projekten aktiv ist. Er ist Mitglied der Indie-Band 1000 Gram, mit der 2018 das Album By All Dreams Necessary für Staatsakt entstand. Weiterhin gehört er zu James Banners Usine und zur Band von Mirna Bogdanović, mit denen Alben entstanden. Mark Pringle nahm mit ihm sein Album Book of Haikus (2019) auf. Chris Dahlgren holte ihn für sein Album Songs from a Dystopian Utopia, Max Andrzejewski für seine Wagner-Auseinandersetzung Mythos.  Er hat auch mit Morgan Ågren, Jim Black, Pat Mastelotto und Greg Cohen gespielt und war bei Evi Filippou and the Inevitables tätig. Neben Deutschland und Finnland, wo er regelmäßig auftritt, hat er auch in Island, Frankreich, Schweden, Italien und den Niederlanden konzertiert, unter anderem auf dem Reykjavik Jazz Festival, bei Umbria Jazz, Pori Jazz und MaerzMusik. Er ist weiterhin auf der EP Epileptic / Berlins4Bastards von Justus Raym zu hören.